# Myqerem Tafaj
Myqerem Tafaj, né le 14 novembre 1957, est un homme politique albanais, membre du Parti démocrate. Il est ministre de l’Éducation et des Sciences du cabinet de Sali Berisha.